# Iwangorod (Russland)
Iwangorod (russisch Ивангород; estnisch Jaanilinn; deutsch Johannstadt) ist eine Stadt in der Oblast Leningrad in Russland mit einer Bevölkerungszahl von 9552 Einwohnern (Stand 1. Januar 2024) auf einer Fläche von 66 km².

## Geografie
Die Stadt liegt am rechten Ufer der Narva, die hier die Grenze zwischen Russland und Estland bildet. Die Entfernung nach dem östlich gelegenen Sankt Petersburg beträgt etwa 150 km.

## Geschichte
Gegründet wurde die Stadt im Jahr 1492 durch Iwan III., der hier eine Festung errichten ließ. Die Stadt trägt seinen Namen. Von 1581 bis 1590 sowie von 1612 bis 1704 stand Iwangorod unter der Herrschaft Schwedens. Bis 1649 wurde die Stadt mit eigenen Rechten verwaltet als eine russische Stadt unter der Krone Schwedens. Ab 1649 wurde Iwangorod zu einem Teil der benachbarten Stadt Narva und dies blieb bis 1945 so.
Als 1919 nach dem Zusammenbruch des Zarenreiches Estland seine Unabhängigkeit erhielt, kam Iwangorod zusammen mit Narva zu Estland. Dies wurde durch den Frieden von Dorpat 1920 bestätigt. Bis 1940 gehörte sie unter dem Namen Jaanilinn zu Estland.
Nach der sowjetischen Besetzung Estlands wurde die Stadt im Januar 1945 der Oblast Leningrad zugeschlagen. Stadtrecht erhielt Iwangorod erneut im Jahre 1954. Während der Sowjetzeit waren Narva und Iwangorod Zwillingsstädte, die in verschiedenen Unionsrepubliken lagen.
Seit der Aufnahme Estlands in die EU am 1. Mai 2004 verläuft hier die Außengrenze der Europäischen Union.
Im Mai 2019 machte der estnische Innenminister Mart Helme Gebietsansprüche auf die Stadt unter Hinweis auf die im Frieden von Dorpat 1920 geschlossene Vereinbarung an Russland geltend.

### Bevölkerungsentwicklung
| Jahr | Einwohner |
| ---- | --------- |
| 1959 | 14.432    |
| 1970 | 11.620    |
| 1979 | 10.706    |
| 1989 | 11.833    |
| 2002 | 11.206    |
| 2010 | 9.854     |

Anmerkung: Volkszählungsdaten

## Sehenswürdigkeiten
Die bedeutendste Sehenswürdigkeit ist die Festung Iwangorod aus der Zeit Iwans III., die am Ufer der Narva der estnischen Hermannsfeste gegenüberliegt.
|  |  |

## Verkehr
Die Stadt liegt an der Eisenbahnstrecke Tallinn – Sankt Petersburg sowie an der Fernstraße A 180 zwischen diesen beiden Städten.
Für die Einwohner Russlands liegt Iwangorod in einer Grenz-Sicherheits-Zone, wofür zum Betreten besondere Bewilligungen eingeholt werden müssen. Am Grenzübergang nach Estland herrscht dafür reger „Fußgängerverkehr mit schwerem Gepäck“ der einheimischen Bewohner.

## Städtepartnerschaften
- Narva (Estland)